# Turgi
Turgi é uma comuna da Suíça, no Cantão Argóvia, com cerca de 2.734 habitantes. Estende-se por uma área de 1,55 km², de densidade populacional de 1.764 hab/km². Confina com as seguintes comunas: Baden, Gebenstorf, Obersiggenthal, Untersiggenthal.
A língua oficial nesta comuna é o Alemão.

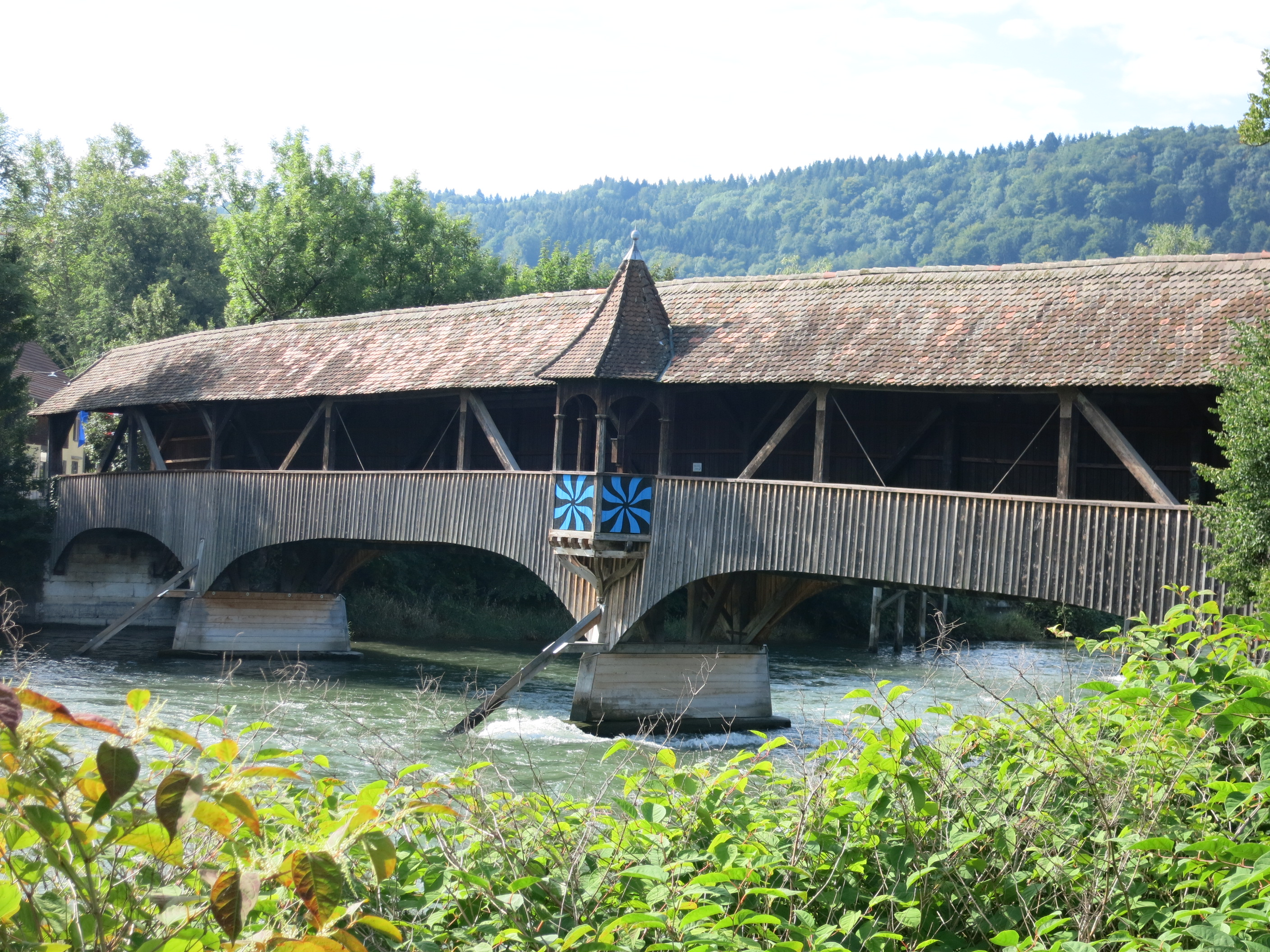
Old bridge over the Limmat

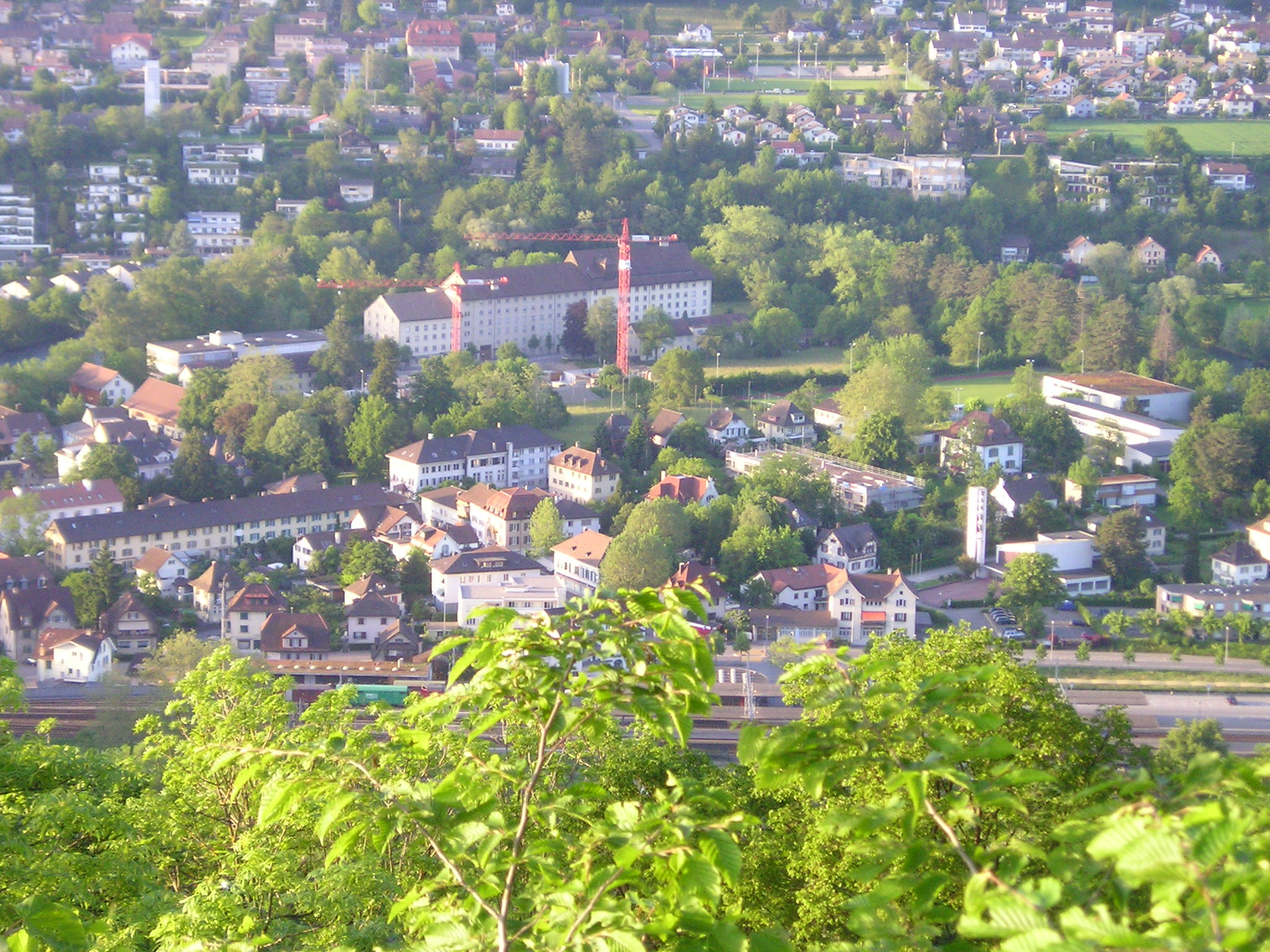
Turgi